# Praznina (Vresnik)
Leta 1973 je izšel roman Draga Vresnika Praznina.

## Zgodba
Umrli veleposestnik in žagar Avgust Zorec je za seboj pustil ženo Elizabeto ter hčerki Gizelo in Renato Zorec. Osrednja oseba te pripovedi je Renata (30), vase zazrta raziskovalka same sebe.  Je nejevoljna in labilna oseba, živi s sinom in še vedno študira medicino, ki je zaradi svoje pasivnosti in zgodnje nosečnosti ni dokončala. Po pogrebu se zaradi številnih ljubezenskih razočaranjih spre z delodajalko Marjano in da odpoved v lekarni. Po tolažbo se zateče k otroški prijateljici Elzi in njenemu možu Rudiju. V stanovanju je samo Rudi z otrokoma, ker je Elza v bolnišnici. Renato ta novica tako potre, da obleži. Nekega dne v kavarni sreča plešastega gospoda, ki se izkaže za starega znanca Jožeta Gnidarja. Z njim odide v Kot, vendar tam ne zdrži dolgo. Vrne se v Doljane, leto in pol živi pri sestri Gizeli in Rajku, ki jo priganjata, naj se že ustali in najde službo. Priskrbita ji celo, da obiskuje ambulanto zdravnika Gorenčarja. Tam vidi, da obstajajo tudi ženske s hujšimi problemi, kot jih ima sama. Ko v nesreči umre njen bivši mož Gorazd, pade v nezavest. Ob koncu študija pride do velikega spoznanja. Zave se, kako sta potrebna skromnost in delo, zato pošlje prošnjo za zaposlitev v doljanski ambulanti. Končno najde notranji mir v delu in upa na svetlo prihodnost.

## Kritika in literarna zgodovina
»Roman Praznina je kronika Renate Zorec, osrednjega literarnega lika teksta, je izpoved razgibane, lahko bi rekli tragične usode tridesetletnice: zamudnice v poklicu, študiju medicine, ločenke, neuspešne v ljubezni. Razočaranja, nenehni konflikti z družbo in posamezniki ji začenjajo piliti značaj, uporniškost, buditi voljo in rušiti idilo. Preteklost in sedanjost se razkrijeta do popolnosti, v svoji usodni zakonitosti: če pomeni obdobje konstituiranja zorčevstva, obdobje starih Zorcev nekaj odmaknjenega, skoraj obrobnega, se ob spoznavanju Renatine kronologije usodne vezi med starši in njo logično utrdijo, postanejo zakonite, razvidne in opravičljive. Vsa Renatina zaslepljenost, ki jo protagonistka skozi ves tekst pojasnjuje, omogoča bralcu razumeti logičnost vezi med Renato in njenimi starši.« (Marijan Zlobec)
»Roman Dragotina I. Vresnika je, na drugi strani, izjemno obsežno besedilo, narejeno po nekaterih obrazcih tako imenovane socialno realistične proze. Med njimi najbolj očitno prevladuje pravilo, da je beletrističnega junaka mogoče v celoti opredeliti in razjasniti s socialnimi kategorijami in določili. Tako se Vresnikova junakinja – besedilo je pisano v prvi osebi, kot izpoved ali spominska zgodba – Renata Zorec, hči nekdanjega veleposestnika, vseskozi poskuša odrešiti peze svoje razredne pripadnosti, zaživeti brez spomina na prazni, pridobitniški, pol meščanski, pol gruntarski svet, iz katerega je prišla in ki se v novih oblikah še zmerom obnavlja z vso svojo praznino, najti plodne življenjske priložnosti zunaj njegovih represivnih norm in (laži) vrednot.« (Andrej Inkret)